# Abdul Hussein Taslimi
Abdul Hussein Taslimi (persisch عبدالحسین تسلیمی; * 16. November 1921 in Qazvin) ist ein Märtyrer des Bahaitums.
Taslimi war mit Manuchehr Taslimi verwandt. Er studierte Ingenieurwissenschaften in Teheran und arbeitete dort u. a. für die Stadtverwaltung und als Lehrer. Als Beamter des Nationalen Geistigen Rats des Iran wurde er 1980 im Rahmen der Verfolgung der Bahai nach der islamischen Revolution verschleppt und gilt seither als verschollen.
Nach ihm sind die „Taslimi Scholarships“ der gleichnamigen Stiftung zur Förderung des Bahaitums mit Sitz in Santa Monica (Vereinigte Staaten) benannt.